# Nettoyage
 (septembre 2024).
- Si vous ne connaissez pas le sujet, laissez ce bandeau (vous pouvez alors contacter les auteurs).
- Si vous supprimez le contenu mis en cause (vous pouvez préalablement contacter les auteurs),

argumentez précisément cette suppression dans la page de discussion
(un manque de référence n'est pas un argument ; une recherche réelle de référence doit avoir été effectuée, être formellement documentée).
Le nettoyage est le processus d'élimination des substances indésirables, telles que la saleté, les agents infectieux et autres impuretés, d'un objet ou d'un environnement. Le nettoyage se produit dans de nombreux contextes différents et utilise de nombreuses méthodes différentes. Plusieurs métiers sont consacrés au nettoyage. Le nettoyage a différents objectifs, dont la propreté et l'hygiène.
Un nettoyage avec au moins de l'eau est appelé lavage.

## Contextes
Le nettoyage a lieu dans divers contextes commerciaux, domestiques, personnels et environnementaux, qui diffèrent par leur échelle et leurs exigences.

### Terminal cleaning
dans les établissements de santé

### Assainissement de l'environnement
élimination de la pollution ou des contaminants du milieu naturel

### Tâches ménagères
y compris le nettoyage de printemps

### Hygiène
y compris le toilettage personnel.

## Méthodes
Le nettoyage est généralement réalisé par une action mécanique et/ou une action de solvant ; de nombreuses méthodes reposent sur les deux processus.

### Lavage
généralement fait avec de l'eau et souvent une sorte de savon ou de détergent

#### Lavage sous pression
utilisant un jet d'eau à haute pression

### Décapage abrasif
généralement utilisé pour éliminer le matériau en vrac d'une surface, peut également être utilisé pour éliminer les contaminants

### Nettoyage acoustique
utilisation d'ondes sonores pour secouer les particules des surfaces

#### Nettoyage par ultrasons
utilisant des ultrasons, généralement de 20 à 400 kHz

#### Nettoyage mégasonique
un mécanisme plus doux que le nettoyage par ultrasons, utilisé dans le nettoyage des wafers, des implants médicaux et des pièces industrielles

### Nettoyage au dioxyde de carbone
une famille de méthodes de nettoyage et de stérilisation des pièces utilisant du dioxyde de carbone dans ses différentes phases

### Nettoyage à sec
de vêtements et textiles, à l'aide d'un solvant chimique autre que l'eau

### Nettoyage à la flamme
de l'acier de construction avec une flamme oxyacétylénique

### Nettoyage écologique
utilisant des méthodes et des produits respectueux de l'environnement

### Nettoyage au plasma
utilisant un plasma énergétique ou un plasma de décharge à barrière diélectrique créé à partir de divers gaz

### Nettoyage par pulvérisation
effectué sous vide en utilisant la pulvérisation physique de la surface

### Nettoyage à la vapeur
dans des contextes domestiques et industriels

### Nettoyage thermique
en milieu industriel, impliquant pyrolyse et oxydation

### Nettoyage humide
méthodes de blanchissage professionnel qui évitent l'utilisation de solvants chimiques

## Nettoyage par article
Certains articles et matériaux nécessitent des techniques de nettoyage spécialisées, en raison de leur forme, de leur emplacement ou des propriétés matérielles de l'objet et des contaminants.

### Autres éléments

#### Textiles
Blanchisserie, lavage des vêtements et autres textiles

#### Pièce
dans l'industrie

#### Marmite
en restauration

## Emplois du nettoyage et professions impliquant l'entretien et le nettoyage
Plusieurs professions impliquent le nettoyage, soit dans leur intégralité, soit entre autres tâches.
Parmi les métiers du nettoyage, se trouvent notamment :
- Janitor (en)
- Femme de ménage
- Technicien de surface